# Thalaina inscripta
Thalaina inscripta`, conocida (en inglés) como "polilla de satén mitra", es una especie de polillas perteneciente a la familia Geometridae. Fue erigido por el entomólogo británico Francis Walker en 1855. Se encuentra distribuido con endemismo en el sureste de Australia. Es una polilla mediana con una envergadura de 50 milímetros (2 plg). 

## Descripción

### Orugas
Estas orugas son verdes, con una línea dorsal oscura y dos manchas dorsales amarillas en el primer segmento abdominal.